# ClassicAuto Madrid
ClassicAuto Madrid es un salón internacional dedicado a los vehículos clásicos, ubicado en el Pabellón de Cristal de la Casa de Campo, Madrid. Celebrado anualmente en el mes de febrero durante tres días, empieza el viernes y termina el domingo.

## Historia
- En 2010 - 1ª Edición de ClassicAuto Madrid, (Celebrado el 5, 6 y 7 de febrero).[1]
- En 2011 - 2ª Edición (Celebrado el 25, 26 y 27 de febrero).[2] Desde la segunda edición se celebra el último fin de semana de febrero.
- En 2012 - 3ª Edición (Celebrado el 24, 25 y 26 de febrero).[3]
- En 2013 - 4ª Edición (Celebrado el 22, 23 y 24 de febrero).[4]
- En 2014 - 5ª Edición (Celebrado el 21, 22 y 23 de febrero).[5]
- En 2015 - 6.ª edición (Celebrado el 20, 21 y 22 de febrero).[6]
- En 2016 - 7ª Edición (Celebrado el 26, 27 y 28 de febrero).[7]
- En 2017 - 8ª Edición (Celebrado el 24, 25 y 26 de febrero).[8]

Durante siete años tomó el relevo de Retromóvil Madrid, hasta que en 2017 resurgió Retromóvil y desde entonces se celebran ambas.    
- En 2018 - 9ª Edición (Celebrado el 23, 24 y 25 de febrero).[9]
- En 2019 - 10.ª Edición (Celebrado el 22, 23 y 24 de febrero).[10]

A partir del año 2020, se cambia la denominación del salón por ClassicMadrid.
- En 2020 (Celebrado el 21, 22 y 23 de febrero).[12]
- En 2021 (Por motivos del Covid19 se pospone la fecha para celébralo el 21, 22 y 23 de mayo).[13]
- En 2022 (Se Celebrara el 26, 27 y 28 de febrero).

## Actividades
En ClassicAuto se exponen stands de todo aquello relacionado con el mundo del automóvil clásico como:
- Vehículos antiguos restaurados.

- Motocicletas y ciclomotores antiguos.

- Compra venta de vehículos antiguos y accesorios.

- Vehículos de juguete y maquetas de modelos clásicos.

- Piezas de recambio para restauración.

- Libros y revistas especializadas en vehículos antiguos.

- Clubes del automóvil.